# 江森英世
江森 英世（えもり ひでよ、1959年9月 - ）は、日本の数学教育学者である。群馬大学教育学部教授。専門は数学教育学・科学教育学。群馬大学教育学部附属小学校の校長を務める。2018年〜現在、大谷大学教育学部教授。
平成18年度『第１回群馬大学ベストティーチャー最優秀賞』を受賞したことでも有名。学生を教員として世に輩出している。

## 来歴・人物
- 1959年9月　東京都に生まれる。
- 1983年3月　千葉大学理学部数学科卒業
- 1994年3月　筑波大学大学院博士課程教育学研究科単位取得満期退学
- 1994年4月　関東学院大学工学部専任講師
- 1997年4月　関東学院大学工学部助教授
- 2000年4月　宇都宮大学教育学部助教授
- 2005年4月　群馬大学教育学部助教授に就任
- 2007年4月　群馬大学教育学部准教授
- 2009年4月　群馬大学教育学部教授、現在に至る。

実践力の高い授業は学生にも人気で、評判も高い。世界人名辞典「Who'sWho in the World 27th Edition・2010」にも掲載されている。

## 専門分野
数学教育学（数学的コミュニケーション論）
- 数学学習におけるコミュニケーション連鎖の研究
- 数学的コミュニケーション,認知過程,創発性

## 担当講義
小学校、中学校の算数・数学科の指導法など

## 著書・論文

### 著書
- 『数学学習におけるコミュニケーション連鎖の研究』（風間書房　2006年）

### 論文
- 『数学の学習場面におけるコミュニケーション・プロセスの分析』　（数学教育学論究 日本数学教育学会） （学術雑誌　1993年）
- 『高度に凝縮された数学的メッセージの分析』　（科学教育研究 日本科学教育学会） （学術雑誌　1996年）
- 『数学的コミュニケーション参画者の認知過程』（数学教育学論究 日本数学教育学会） （学術雑誌　2000年）

他多数

## 所属学会
- 日本数学教育学会
- 日本科学教育学会
- 全国数学教育学会
- 日本数学心理学会